# Сантьяго Денія Санчес
Сантьяго Денія Санчес (ісп. Santiago Denia, нар. 9 березня 1974, Альбасете) — іспанський футболіст, що грав на позиції захисника. По завершенні ігрової кар'єри — тренер.
Виступав, зокрема, за клуб «Атлетіко», а також національну збірну Іспанії.

## Клубна кар'єра
Народився 9 березня 1974 року в місті Альбасете. Вихованець футбольної школи клубу «Альбасете». Дорослу футбольну кар'єру розпочав 1992 року в основній команді того ж клубу, в якій провів три сезони, взявши участь у 98 матчах чемпіонату. 
Своєю грою за цю команду привернув увагу представників тренерського штабу клубу «Атлетіко», до складу якого приєднався 1995 року. Відіграв за мадридський клуб наступні дев'ять сезонів своєї ігрової кар'єри. Більшість часу, проведеного у складі «Атлетіко», був основним гравцем захисту команди.
Завершив ігрову кар'єру у команді «Альбасете», у складі якої вже виступав раніше. Повернувся до неї 2005 року, захищав її кольори до припинення виступів на професійному рівні у 2007 році.

## Виступи за збірні
У 1991 році дебютував у складі юнацької збірної Іспанії (U-18), загалом на юнацькому рівні взяв участь у 1 іграх.
Протягом 1992–1996 років залучався до складу молодіжної збірної Іспанії. На молодіжному рівні зіграв у 27 офіційних матчах.
У 1996 році захищав кольори олімпійської збірної Іспанії. У складі цієї команди провів 3 матчі, забив 1 гол. У складі збірної — учасник  футбольного турніру на Олімпійських іграх 1996 року в Атланті.
У 1997 році дебютував в офіційних матчах у складі національної збірної Іспанії.
Загалом протягом кар'єри в національній команді, яка тривала 2 роки, провів у її формі 2 матчі.

## Кар'єра тренера
Розпочав тренерську кар'єру невдовзі по завершенні кар'єри гравця, 2009 року, увійшовши до тренерського штабу клубу «Атлетіко».
Згодом протягом 2010–2013 років очолював тренерський штаб збірної Іспанії U16.
У 2011 році прийняв пропозицію попрацювати у клубі Іспанія U17. Залишив юнацьку збірну Іспанії 2018 року.
Протягом 4 років, починаючи з 2018 року, був головним тренером команди Іспанія U19.
З 2022 року очолює тренерський штаб молодіжної збірної Іспанії.

## Титули і досягнення

### Як гравця
Атлетіко Мадрид
- Ла Ліга : 1995–96[1]
- Кубок Короля : 1995–96[1]
- Другий дивізіон : 2001–2002

Іспанія U-21
- Друге місце на чемпіонаті Європи УЄФА серед молоді до 21 року: 1996[2]

### Як тренера
Іспанія U-17
- Чемпіонат Європи серед юнаків до 17 років: 2017[3] друге місце: 2016[4]
- Друге місце на Чемпіонаті світу з футболу U-17: 2017[5]

Іспанія U-19
- Чемпіонат Європи до 19 років УЄФА: 2019[6]

Іспанія U-21
- Друге місце на Чемпіонаті Європи УЄФА серед молоді до 21 року: 2023[7]

Іспанія U-23
- Золота медаль літніх Олімпійських ігор: 2024[8]